# Higashiyama Sky Tower
Higashiyama Sky Tower (яп. 東山スカイタワー) — башня, расположенная в зоопарке и ботаническом саду Хигасияма, по адресу 1-8 Тасиротё-адза-Камейри, район Тикуса, город Нагоя, префектура Айти, Япония. Официальное название — башня обсерватории парка Хигасияма. Высота составляет 134 метра. Однако, поскольку башня расположена на холме высотой 80 метров, то общая высота башни над уровнем моря составляет 214 метров. В башне 7 этажей. Здание имеет форму, напоминающую карандаш. Башня была построена в июле 1989 году в ознаменование 100-летнего юбилея города Нагоя. В ней находится смотровая площадка и ресторан на высоте 100 метров.
На 3-м этаже башни размещается оборудование городского центра радиосвязи по предотвращению стихийных бедствий. Параболические антенны систем беспроводной связи и ретрансляции установлены в полой части башни с 3-й по 4-й этажи.
Башня входит во Всеяпонскую ассоциацию башен, координирующую деятельность 20 башен.